# Ptilinopus insolitus
Ptilinopus insolitus là một loài chim trong họ Columbidae.